# Nico Verhoeven

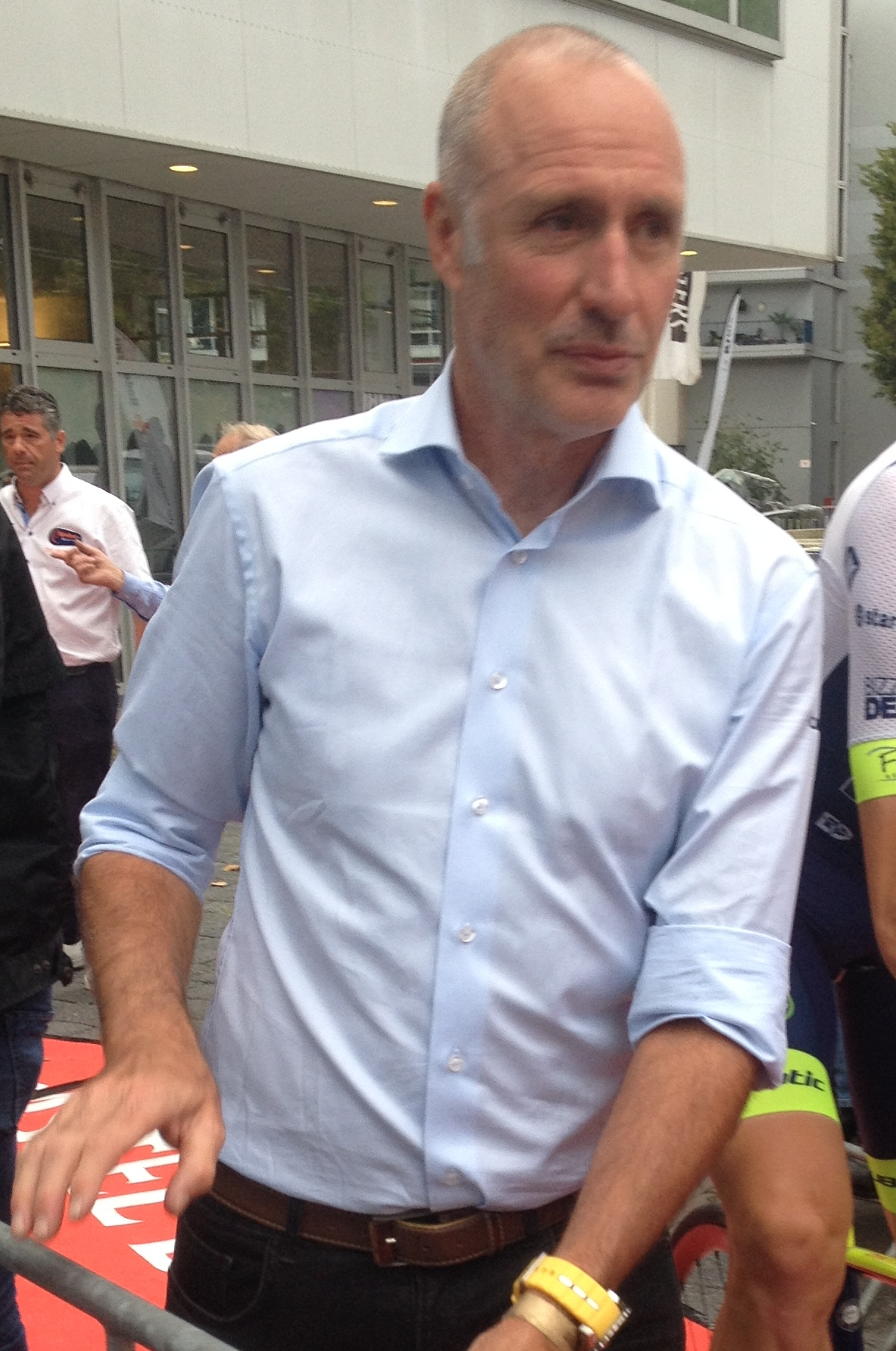
Nico Verhoeven (2019)

Nico Verhoeven (* 2. Oktober 1962 in Berkel-Enschot (Provinz Noord-Brabant)) ist ein ehemaliger niederländischer Radrennfahrer, nationaler Meister im Radsport und Sportlicher Leiter.

## Sportliche Laufbahn
Verhoeven war im Straßenradsport aktiv und Teilnehmer der Olympischen Sommerspiele 1984 in Los Angeles. Im olympischen Straßenrennen schied er aus.
Als Amateur gewann er 1984 die nationale Meisterschaft im Straßenrennen und gewann den Grand Prix Waregem. 1983 hatte er das Eintagesrennen Circuit de Flandre zélandaise für sich entschieden. Im Grand Prix François-Faber 1982 wurde er Zweiter hinter Leon Nevels. In der Tour d’Auvergne gewann er den Prolog.
1984 bestritt er die Internationale Friedensfahrt und wurde 46. der Gesamtwertung. 1985 schied er in der Tour de l’Avenir aus.  
1985 wurde er Berufsfahrer im Radsportteam Skala-Skil und blieb bis 1995 aktiv. Sein bedeutendster sportlicher Erfolg war der Sieg auf der 1. Etappe der Tour de France 1987. In seiner ersten Saison als Radprofi gewann er die Six Jours du Rhin et de la Gouwe mit zwei Tageserfolgen. Er siegte im Eintagesrennen Grote Prijs Stad Zottegem 1987 und im Etappenrennen Driedaagse van West-Vlaanderen 1992. 1986 siegte er auf einem Tagesabschnitt der Belgien-Rundfahrt. 1990 gewann er zwei Etappen der Mexiko-Rundfahrt, 1992 eine Etappe der Murcia-Rundfahrt und 1993 eine Etappe des Rennens Étoile de Bessèges. 1986 wurde er Vize-Meister im Straßenrennen der Profis hinter Jos Lammertink. Verhoeven bestritt alle Grand Tours. In der Tour de France wurde er 1988 143. der Gesamtwertung. 1987 und 1991 schied er aus. Im Giro d’Italia 1986 wurde er als 130. klassiert. Die Vuelta a España 1992 beendete er auf dem 119. Rang. 
1991 wurde er Zweiter in der Trofeo Luis Puig hinter Andreas Kappes. 1990 wurde er beim Sieg von Frédéric Moncassin Dritter im Grand Prix d’Isbergues. Einen dritten Platz holte er bei Paris–Tours 1991. In den Rennen der Monumente des Radsports war Verhoeven in 30 Rennen am Start. Der 7. Platz im Rennen Paris–Roubaix 1991 und er 7. Platz 1992 bei Mailand–Sanremo waren seine besten Resultate.

## Berufliches
Nach seiner aktiven Karriere als Radprofi war er Sportlicher Leiter im Team LottoNL-Jumbo und dessen Vorgängerteams. Er war auch Sportlicher Leiter im Nachwuchsteam von Rabobank.